# Šmarješke Toplice község
Šmarješke Toplice község (szlovén nyelven: Občina Šmarješke Toplice) Szlovénia 212 alapfokú közigazgatási egységének, azaz községének egyike a Délkelet-Szlovénia statisztikai régióban. A történelmi Alsó-Krajna régió része. A község központja Šmarješke Toplice város.

## A község települései
A községhez Šmarješke Toplice székhelyen kívül a következő települések tartoznak:
- Bela Cerkev
- Brezovica
- Čelevec
- Dol pri Šmarjeti
- Dolenje Kronovo
- Draga
- Družinska Vas
- Gorenja Vas pri Šmarjeti
- Gradenje
- Grič pri Klevevžu
- Hrib
- Koglo
- Mala Strmica
- Orešje
- Radovlja
- Sela
- Sela pri Zburah
- Šmarjeta
- Strelac
- Vinica pri Šmarjeti
- Vinji Vrh
- Zbure
- Žaloviče

## Népesség
| Lakosok száma | 3104 | 3158 | 3164 | 3201 | 3246 | 3277 | 3294 | 3282 | 3400 | 3507 |
|               | 2008 | 2009 | 2011 | 2012 | 2013 | 2015 | 2016 | 2017 | 2019 | 2020 |